# Aleksander Choiński
Aleksander Choiński (ur. 5 kwietnia 1892 w Łabętniku, zm. 1959) – kapitan pilot Wojska Polskiego, kawaler Orderu Virtuti Militari.

## Życiorys
Urodził się we wsi Łabętnik, w ówczesnym powiecie augustowskim guberni suwalskiej, w rodzinie Wincentego i Marianny z Niewiarowskich. W Petersburgu ukończył Korpus Kadetów. Po wybuchu I wojny światowej został 6 października 1915 roku powołany do służby w armii carskiej. Został skierowany na przeszkolenie w szkole mechaników lotniczych w Gatczynie, a po jej ukończeniu został przeniesiony do szkoły pilotów w Petersburgu. Po jej ukończeniu 12 października 1917 roku otrzymał przydział do I Polskiego Oddziału Awiacyjnego przy I Korpusie Polskim. Po rozformowaniu Korpusu przedostał się do Warszawy. 
Jako wyszkolony lotnik 15 stycznia 1919 otrzymał przydział do 1 eskadry wywiadowczej. Wyróżnił się odwagą podczas walk. 16 maja, w załodze z por. Stanisławem Gogolińskim wykrył i skutecznie zaatakował nieprzyjacielską baterię artyleryjską zmuszając ją do zaprzestania ognia. 25 czerwca, podczas powrotu z rozpoznania, przymusowo lądował na ziemi niczyjej z powodu uszkodzenia silnika. Zdołał usunąć awarię i powrócić na macierzyste lotnisko z meldunkiem o rozmieszczeniu sił nieprzyjaciela. 13 września 1919 roku po raz kolejny lądował przymusowo w rejonie Kowla (z powodu braku paliwa). Pomimo nieprzyjacielskiego ostrzału zdołał uzupełnić paliwo z zapasowego kanistra i dostarczyć do Chełma meldunek dla Sztabu Generalnego WP. W późniejszym okresie wykonywał loty szturmowe przeciwko oddziałom bolszewickiej 1 Armii Konnej.
18 lutego 1920 roku został przeniesiony do 8 eskadry wywiadowczej. Od 15 października 1920 do 18 marca 1921 roku przebywał na przeszkoleniu w Wielkopolskiej Szkole Podchorążych Piechoty. Po jego ukończeniu powrócił do 8 ew. Na stopień podporucznika wojsk lotniczych został mianowany z dniem 1 lipca 1921. 27 maja 1922 został przeniesiony do 3 eskadry wywiadowczej, 18 lipca 1923 roku został jej dowódcą. Następnie pracował w Centralnych Zakładach Lotniczych. Z dniem 31 sierpnia 1935 roku został przeniesiony w stan spoczynku.
Zmarł w 1959. Pochowany na cmentarzu komunalnym w Dobrym Mieście.

## Ordery i odznaczenia[13]
- Krzyż Srebrny Orderu Wojskowego Virtuti Militari nr 1552 – 8 kwietnia 1921[14][15]
- Krzyż Walecznych[16]
- Medal Pamiątkowy za Wojnę 1918–1921[16]
- Medal Dziesięciolecia Odzyskanej Niepodległości[16]
- Polowa Odznaka Pilota nr 53 – 11 listopada 1928[17]
- Krzyż Kawalerski Orderu Gwiazdy Rumunii[16]
- Medal 10 Rocznicy Wojny Niepodległościowej (Łotwa)[18]
- Odznaka Pilota Królestwa S. H. S.[4]